# Escaquer
|   | a | b | c | d | e | f | g | h |   |
| 8 |   |   |   |   |   |   |   |   | 8 |
| 7 | 7 |   |   |   |   |   |   |   |   |
| 6 | 6 |   |   |   |   |   |   |   |   |
| 5 | 5 |   |   |   |   |   |   |   |   |
| 4 | 4 |   |   |   |   |   |   |   |   |
| 3 | 3 |   |   |   |   |   |   |   |   |
| 2 | 2 |   |   |   |   |   |   |   |   |
| 1 | 1 |   |   |   |   |   |   |   |   |
|   | a | b | c | d | e | f | g | h |   |

Un escaquer o tauler d'escacs és la mena de tauler de joc emprat en alguns jocs de tauler com ara els escacs, o les dames, i que conté 64 caselles (vuit files i vuit columnes disposades en dos colors que es van alternant (clar i fosc). Els colors de les caselles són normalment anomenats "negre" i "blanc" (o bé "clar" i "fosc"), tot i que, de fet, els colors poden ser qualssevol, i sovint s'empren, per exemple, fustes naturals més fosques i més clares per a fabricar taulers. Els materials també varien en gran manera; mentre que en partides de competició d'alt nivell s'empren normalment escaquers de fusta, els de vinil o de cartró són usats sovint en partides informals. Hom troba també escaquers decoratius, fets en vidre, cristall, o marbre, però aquests no són normalment acceptats per a disputar partides de competició.
Atès que l'estructura de l'escaquer és la mateixa per jugar als escacs que per jugar a les dames, sovint els taulers barats inclouen les peces necessàries per a ambdós jocs; normalment aquesta mena de taulers no són acceptables per a partides de competició, tot i que això depèn de les normes locals sobre l'equipament estàndard mínim per a competir.
L'escaquer se situa sempre de manera que la casella de la cantonada inferior dreta més propera a cada jugador sigui "blanca". La mida del tauler es tria de manera que sigui l'escaient per a la mena de peces d'escacs emprades, i les caselles han de tenir una mida entre 50mm i 65mm, que hauria de ser una mida d'aproximadament 1.25 a 1.3 vegades la mida de la base del rei, que és la peça més gran (la base del rei hauria d'ocupar més o menys un 78% de l'àrea d'una casella.)

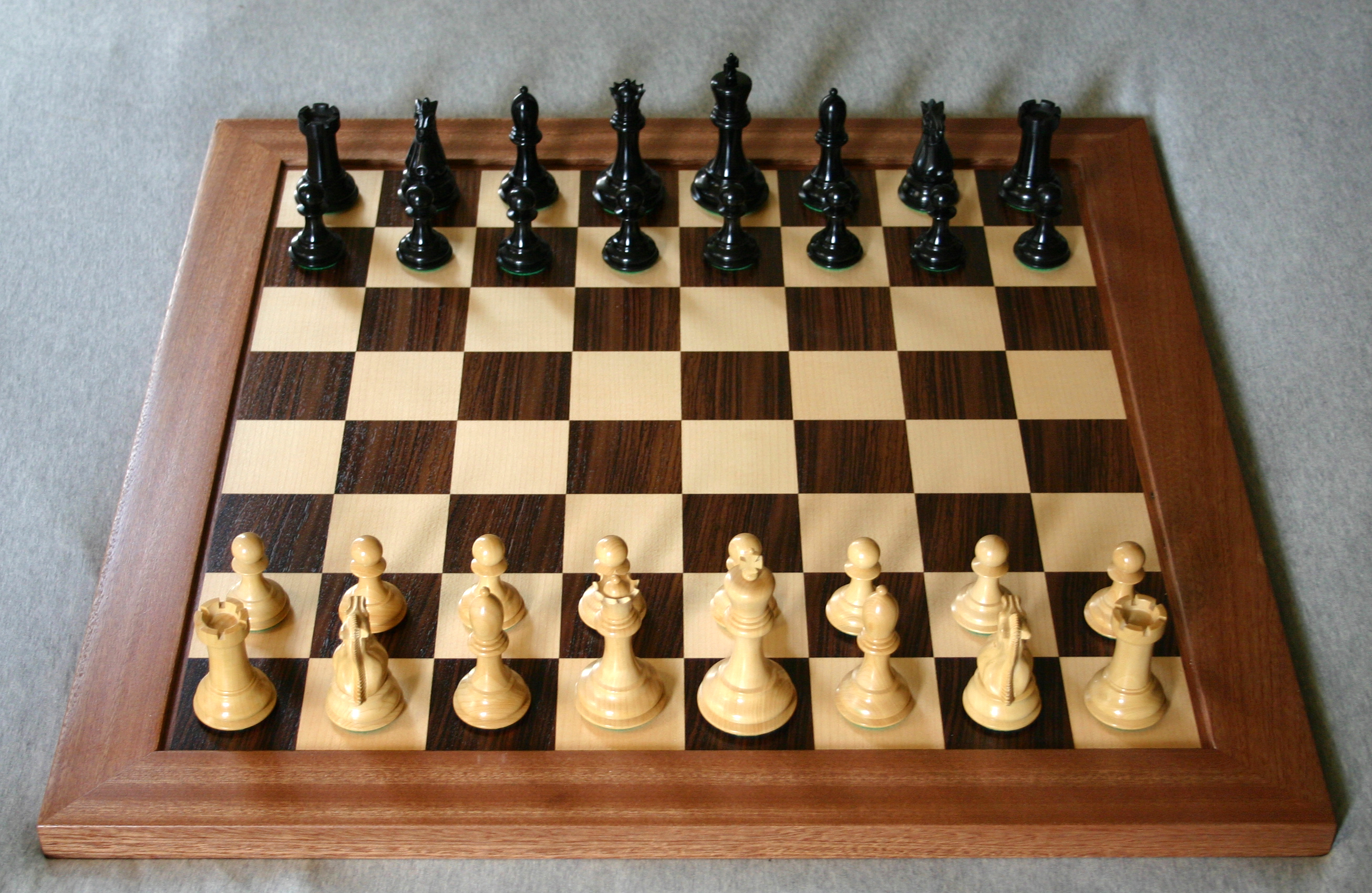
Escaquer amb Peces d'escacs Staunton.

Actualment, per anotar les partides d'escacs, s'usa la notació algebraica, i per a facilitar-la, sovint els taulers tenen etiquetades les vores de la base de les columnes amb les lletres a a h d'esquerra a dreta des del punt de vista del jugador que duu les blanques, i la vora de les files amb els números 1 a 8, des del punt de vista del jugador que duu les blanques. Aquesta ajuda no és necessària en cas que la partida s'anoti en notació descriptiva, però aquest darrer sistema ja no és emprat per gairebé ningú.